# Aérodrome de Barra (Brésil)
Pour l’article homonyme, voir l’aéroport en Écosse.
L’aérodrome de Barra (code IATA : BQQ • code OACI : SNBX) est l'aéroport de la ville de Barra au Brésil.